# Picumnus limae
Picumnus limae là một loài chim trong họ Picidae.